# We Are The Ocean
We Are The Ocean (WATO) — британський рок-гурт, заснований у 2007 році у Ессексі, Англія. Гурт співпрацює з лейблами Hassle Records та SideOneDummy Records.

## Історія
Гурт «We Are The Ocean» з'явивсь у 2007 році, коли всі п'ятеро музикантів (Dan Brown, Jack Spence, Liam Cromby, Alfie Scully та Tom Whittaker) почали грати разом. Майже одразу гурт створює свій профіль на Myspace. Трохи потому гурт було номіновано на премію Kerrang!, як «найкращий новий гурт».
1 серпня 2008 року видано перший EP з однойменною назвою «We Are The Ocean», до якої увійшов і перший сингл гурту «Nothing Good Has Happened Yet».
16 листопада 2009 року видано другий EP «Look Alive».
1 лютого 2010 року гурт випускає свій перший студійний альбом «Cutting Our Teeth».
22 квітня 2011 року випущено другий студійний альбом «Go Now and Live».
17 вересня 2012 року видано третій студійний альбом «Maybe Today, Maybe Tomorrow». Якраз у цей час гурт залишає фронтмен гурту Ден Браун, який також відомий, як гроул- та скрим-виконавець. Головним вокалістом гурту стає Лайм Кромбі.

## Склад гурту
- Лайм Кромбі — вокал, ритм-гітара (2007-даний час)
- Алфі Скаллі — лід-гітара, вокал (2007-даний час)
- Джек Спенс — бас гітара, бек-вокал (2007-даний час)
- Том Уіттакер — барабани, перкусія, бек-вокал (2007-даний час)

### Колишні учасники
- Ден Браун — вокал (2007–2012 роки)

## Дискографія

### Альбоми та EP
| Рік  | Назва                         |
| ---- | ----------------------------- |
| 2008 | «We Are the Ocean»            |
| 2009 | «Look Alive»                  |
| 2010 | «Cutting Our Teeth»           |
| 2011 | «Go Now and Live»             |
| 2012 | «Maybe Today, Maybe Tomorrow» |
| 2015 | "ARK"                         |

### Сингли
| Назва                           | Рік  | Позиції у чартах | Позиції у чартах | Альбом                      |
| Назва                           | Рік  | UK               | SVK              | Альбом                      |
| ------------------------------- | ---- | ---------------- | ---------------- | --------------------------- |
| "Nothing Good Has Happened Yet" | 2008 | —                | —                | We Are the Ocean            |
| "God Damn Good"                 | 2009 | —                | —                | We Are the Ocean            |
| "Look Alive"                    | 2010 | —                | —                | Cutting Our Teeth           |
| "These Days, I Have Nothing"    | 2010 | —                | —                | Cutting Our Teeth           |
| "All of This Has to End"        | 2010 | —                | —                | Cutting Our Teeth           |
| "Lucky Ones"                    | 2010 | —                | —                | Cutting Our Teeth           |
| "What It Feels Like"            | 2011 | —                | 70               | Go Now and Live             |
| "The Waiting Room"              | 2011 | —                | 22               | Go Now and Live             |
| "Runaway"                       | 2011 | —                | 45               | Go Now and Live             |
| "Overtime Is a Crime"           | 2011 | —                | —                | Go Now and Live             |
| "Bleed"                         | 2012 | —                | —                | Maybe Today, Maybe Tomorrow |
| "The Road (Run for Miles)"      | 2012 | —                | —                | Maybe Today, Maybe Tomorrow |

## Відеографія
- «Save Me! Said the Saviour» (2007)
- «Nothing Good Has Happened Yet» (2008)
- «Welcome To My Broken Home» (2008)
- «Look Alive» (2009)
- «All of This Has to End» (2010)
- «These Days I Have Nothing» (2010)
- «Lucky Ones» (2010)
- «Waiting Room» (2011)
- «Runaway» (2011)
- «What It Feels Like» (2011)
- «Overtime Is a Crime» (2011)
- «The Road» (2012)
- «Young Heart» (2012)
- «Machine» (2013)
- «Chin Up, Son» (2013)